# Camarocarcinidae
Famille
Les Camarocarcinidae sont une famille de crabes fossiles. Elle comprend quatre espèces dans deux genres. Ces crabes sont connus du Crétacé au Paléocène.

## Liste des genres
- †Camarocarcinus Holland & Cvancara, 1958
- †Cretacocarcinus Feldmann, Li & Schweitzer, 2007

## Sources
- Ng, Guinot & Davie, 2008 : Systema Brachyurorum: Part I. An annotated checklist of extant brachyuran crabs of the world. Raffles Bulletin of Zoology Supplement, n. 17, p. 1–286.
- De Grave & al., 2009 : A Classification of Living and Fossil Genera of Decapod Crustaceans. Raffles Bulletin of Zoology Supplement, n. 21, p. 1-109.